# Ceresium lepidulum
Ceresium lepidulum là một loài bọ cánh cứng trong họ Cerambycidae.